# Вольфсберг (округ)
Вольфсберг (нім. Bezirk Wolfsberg) — політичний округ федеральної землі Каринтія у Австрії. 
На 1 січня 2018 року населення округу становило 52 988 осіб. Площа — 974,08 км².

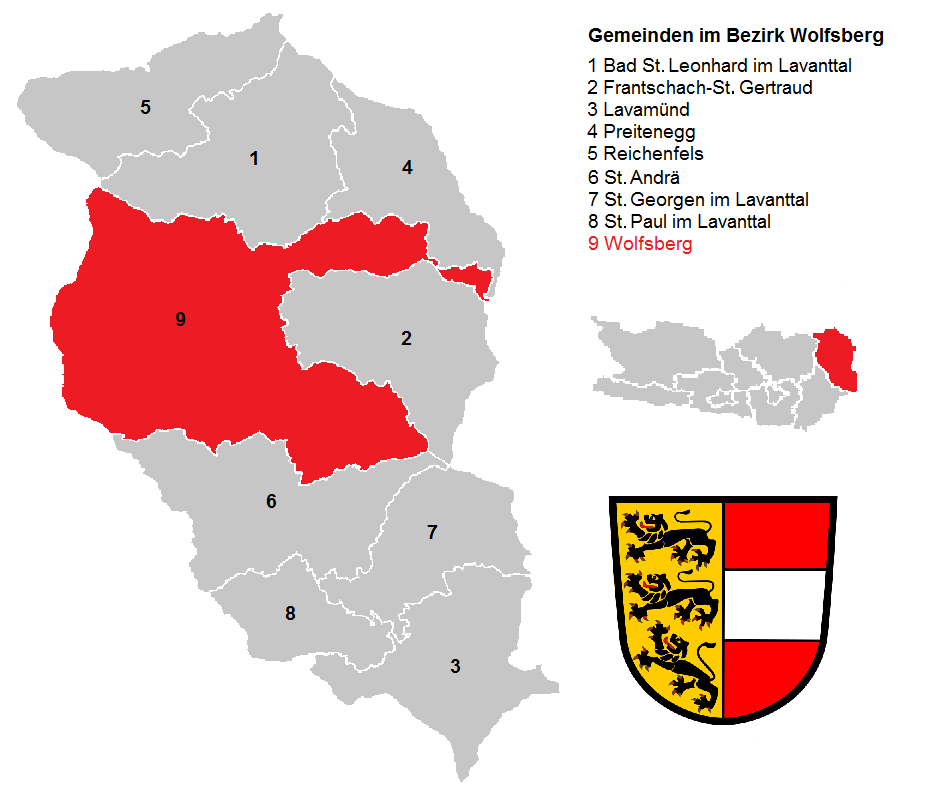
Політичні громади політичного округу Вольфсберг

## Склад округи
Округ складається з 9 громад, з яких 3 є містами, 4 є ярмарковими громадами, а ще 2 є звичайними громадами.
| Громади                          | Громади                       | Населення, осіб         | Площа, км²              | № на мапі               | Мапа |
| (укр.)                           | (нім.)                        | Населення, осіб         | Площа, км²              | № на мапі               | Мапа |
| Міста та міські громади          | Міста та міські громади       | Міста та міські громади | Міста та міські громади | Міста та міські громади | Мапа |
| -------------------------------- | ----------------------------- | ----------------------- | ----------------------- | ----------------------- | ---- |
| Бад-Санкт-Леонгард-ім-Лафантталь | Bad St. Leonhard im Lavanttal | 4 376                   | 111,83                  | 1                       |      |
| Вольфсберг                       | Wolfsberg                     | 25 039                  | 278,63                  | 9                       |      |
| Санкт-Андре                      | St. Andrä                     | 9 958                   | 113,59                  | 6                       |      |
| Ярмаркові громади                |                               |                         |                         |                         |      |
| Лафамюнд                         | Lavamünd                      | 2 941                   | 93,70                   | 3                       |      |
| Райхенфельс                      | Reichenfels                   | 1 851                   | 87,23                   | 5                       |      |
| Санкт-Пауль-ім-Лафантталь        | St. Paul im Lavanttal         | 3 303                   | 47,46                   | 8                       |      |
| Франчах-Санкт-Гертрауд           | Frantschach-St. Gertraud      | 2 607                   | 100,94                  | 2                       |      |
| Громади                          |                               |                         |                         |                         |      |
| Прайтенегг                       | Preitenegg                    | 932                     | 68,36                   | 4                       |      |
| Санкт-Георген-ім-Лафантталь      | St. Georgen im Lavanttal      | 1 981                   | 72,34                   | 7                       |      |

## Демографія
Населення округу за роками за даними статистичного бюро Австрії

## Виноски
- Офіційна сторінка [Архівовано 11 березня 2021 у Wayback Machine.](нім.)